# Mulya Guna
Mulya Guna is een bestuurslaag in het regentschap Ogan Komering Ilir van de provincie Zuid-Sumatra, Indonesië. Mulya Guna telt 4532 inwoners (volkstelling 2010).